# Płot

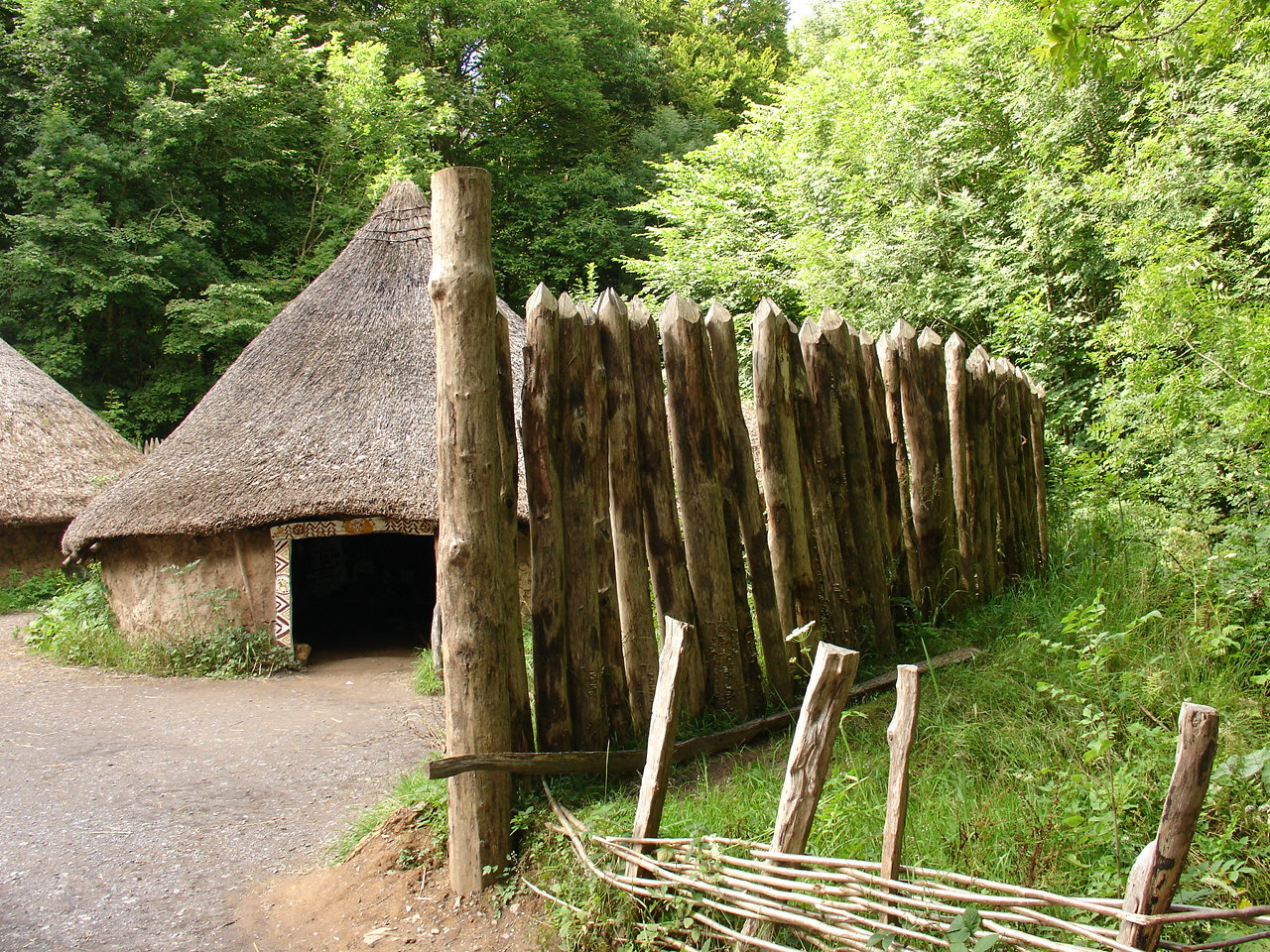
Rekonstrukcja wioski celtyckiej, parkan w formie ostrokołu i przydrożny płot (Walia)

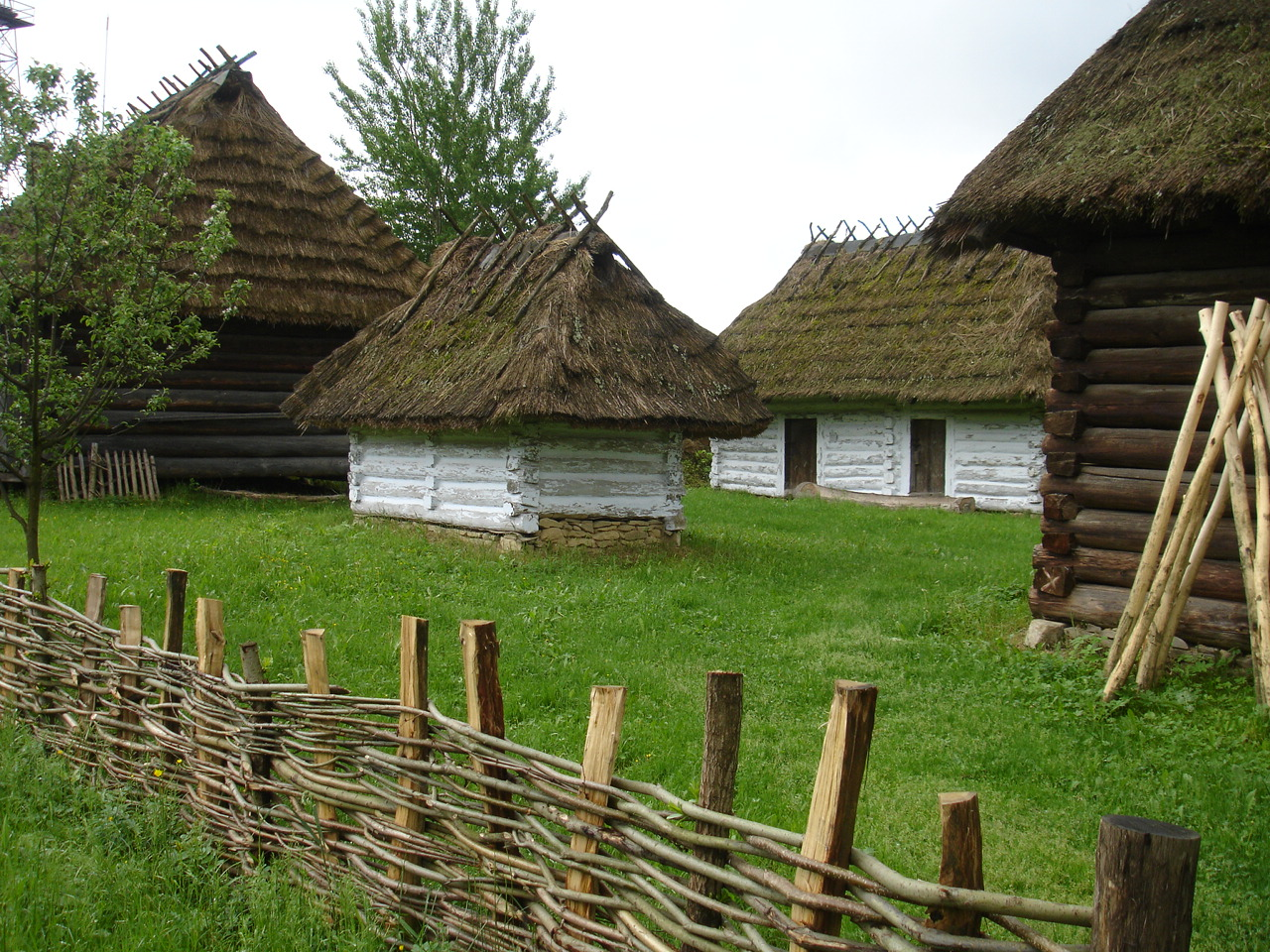
Dawne chałupy z Rożnowic (Rosenberga). Zagroda pogórzańska ogrodzona płotem. Całość przeniesiona do skansenu w Sanoku

Płot, parkan, blanka – typ ogrodzenia, służący separacji danego areału od środowiska zewnętrznego, tudzież innego typu bytów żyjących.
- nazwa płot, grodza pleciona z chrustu (XIV wiek), wywodzi się od słów pleść/(s)platać, gdyż pierwsze płoty, przynajmniej na obszarze Słowiańszczyzny i innych, tworzone były z gałęzi (chrustu) przewijanych poziomo między palikami. Płot najczęściej otaczał pastwisko, zrobiony był z pojedynczych drągów przybitych do kołków i nazywał się gródź, rzadziej ogrodzenie[2].
- nazwa parkan, węg. párkány, śrgniem. parkan[3] (XIV wiek) – ogrodzenie, zwykle z dylów lub desek (sztachet)[4]. Wysoki z balów drewna lub desek umocowanych pomiędzy słupami służył w dawnych czasach do fortyfikacji miast.
- nazwa blanka (Warmia, Mazury).

## Budowa ogrodzenia
W skład tego typu ogrodzenia wchodzą słupki betonowe lub żelazne, czasami murowane z kamienia lub cegły albo pale drewniane, do których przymocowane są drewniane przęsła, wraz z przybitymi doń sztachetami lub metalowe ramy. W przypadku płotów betonowych spotykane są też wsuwane w słupki betonowe płyty. W płot wmontowane są furtka lub brama dla pojazdów dwuśladowych.

## Historia budowania ogrodzeń
Płoty w postaci przeplatanych gałęziami pali występowały na terenie Polski dość długo, w późniejszym okresie używać zaczęto wikliny lub sznurów do wiązania mniejszych palików z przęsłami, które z kolei mocowane były do większych drewnianych słupów. Dopiero produkcja masowa gwoździ spowodowała, że mniejsze paliki, a później sztachety zaczęto łączyć nimi z przęsłami, a te ze słupkami. Z kolei upowszechnienie cementu jako materiału do tworzenia zaprawy murarskiej spowodowało tworzenie słupów betonowych. Równocześnie wraz z rozwojem przemysłu powstawać zaczęły bardziej różnorodne wzory kulturowe tworzenia płotów. Popularna stała się podmurówka, czyli wybetonowany pod płotem próg, ograniczający inwazję chwastów na teren posesji, na której często uprawiany był ogród. Modne także stało się zastępowanie tradycyjnych sztachet metalowymi lub drewnianymi komponentami czy malowanie sztachet.
Obecnie często tworzy się komponenty tego typu ogrodzenia w masowej produkcji, zarówno są to komponenty drewniane, betonowe, jak i metalowe. Często wykorzystywane jest przy tworzeniu tych komponentów wzornictwo przemysłowe. Drugą tendencją jest budowanie wysokich betonowych płotów lub właściwie murów, dzięki którym osoba z zewnątrz nie może obserwować tego, co znajduje się i dzieje na terenie posesji.

## Występowanie płotów i parkanów
Płoty jako ogrodzenia powszechne są na wsiach, w polskich miastach występują na terenie osiedli domków jednorodzinnych lub ogródków działkowych. W innych krajach zachodnich, szczególnie w amerykańskich miastach, a właściwie na ich przedmieściach posesje często nie są ogradzane płotami. Moda na posesje bez ogrodzeń także pojawiła się w Polsce. Duże zakłady pracy najczęściej ogradzane są prostymi płotami z siatki, lub z betonowych komponentów, natomiast płoty okalające posesje mają walory estetyczne. Zazwyczaj najbardziej urozmaicone elementy ogrodzenia znajdują się od strony frontowej działki. Płotami ogradzane są też na wsiach budynki gospodarcze.
Innym rodzajem płotu jest żywopłot, czyli płot wykonany poprzez przycięcie specjalnie sadzonych dookoła posesji krzewów. Najczęściej w tym celu sadzi się specjalne rośliny żywopłotowe. Są to rośliny pozwalające na łatwe formowanie kształtów poprzez przycinanie. Są to m.in. bukszpan, bez lub tawuła. Żywopłoty wykorzystywane były także jako budulec labiryntów w sztuce ogrodowej.